# Самсонов, Александр Максимович
Александр Максимович Самсонов (род. 17 февраля 1935, Савельевка, Оренбургская область) — бригадир комплексной бригады строительного управления № 1 треста «Башнефтепромстрой». Герой Социалистического Труда.
Депутат Верховного Совета БАССР 7-го созыва.

## Биография
Александр Максимович Самсонов родился 17 февраля 1935 года в д. Савельевка Троицкого района Оренбургской области (сейчас — Тюльганский район Оренбургской области).
Образование — среднее специальное, в 1972 г. окончил Нефтекамский нефтяной техникум.
В 1951—57 плотник треста «Башкируголь» (г.Кумертау). С 1959 года в тресте «Башнефтепромстрой» (г. Нефтекамск), начал плотником третьего разряда . С 1962 г. работал мастером, с 1963 г. — инженером отдела снабжения, с 1964 г. — бригадиром комплексной бригады строительного управления № 1 треста «Башнефтепромстрой».
Бригада первой в стране освоила индустриальный метод строительства нефтепромысловых, энергетических и сельскохозяйственных объектов из крупных керамзитовых панелей. Благодаря взаимозаменяемости и освоению смежных специальностей члены бригады выполняли полный комплекс строительных работ. Выгода крупнопанельного строительства для бригады состояла в сокращении срока возведения кустовой насосной станции с 40 дней до 9-12, а строительства электростанций — с 60 до 15-18 дней. Все работы выполнялись при помощи механизмов. При этом количество автомашин сократилось в 2,4 раза, механизмов — в 1,8, вдвое уменьшились накладные расходы. К концу 1965 г. выработка на одного работающего в бригаде достигла 12 824 рублей при средней по тресту 4 300. В результате было сэкономлено 210 тысяч рублей. Ускорению сдачи объектов способствовали хозрасчет и аккордно-премиальная система оплаты труда. Среднемесячная выработка в среднем на рабочего достигла 138 процентов к заданию. Экономия строительных материалов составляла 2 500 и более рублей. Бригада, руководимая А. М. Самсоновым, семилетний план (1959—1965) выполнила за 5 лет и 6 месяцев, план 11 месяцев 1966 года — за 8 месяцев и получила экономию 3 271 рубль. Коллективу присвоено звание «Бригада коммунистического труда».
За выдающиеся заслуги в развитии газовой промышленности и достижение высоких технико-экономических показателей при выполнении заданий семилетнего плана Указом Президиума Верховного Совета СССР от 1 июля 1966 г. А. М. Самсонову присвоено звание Героя Социалистического Труда.
В 1969—1972 гг. работал в СУ № 1 треста «Башнефтепромстрой» прорабом, в 1972 г. переведён в г. Надым на работу в трест «Газпромстрой».

## Награды
- Герой Социалистического Труда (1966)
- Орден Ленина (1966).